# Parijs-Roubaix 1898
De 3e editie van de wielerwedstrijd Parijs-Roubaix werd gereden op 10 april 1898. De wedstrijd was 268 km lang. Van al de deelnemers wisten er 18 de eindstreep te halen. De wedstrijd werd voor de tweede keer gewonnen door Maurice Garin.

## Uitslag
| Plaats  | Naam              | Tijd      |
| ------- | ----------------- | --------- |
| Winnaar | Maurice Garin     | 8u13’15”  |
| 2       | Auguste Stéphane  | +28’00”   |
| 3       | Edouard Wattelier | +33’52”   |
| 4       | Jean Bertin       | +46’26”   |
| 5       | Charles Meyer     | +1’12’59” |
| 6       | Rodolfo Muller    | +1’31’31” |
| 7       | Gaston Herrinck   | +2’00’35” |
| 8       | Jules Cordier     | +2’08’16” |
| 9       | Liegeois          | +2’33’01” |
| 10      | François Monachon | +2’39’05” |

1896 · 
1897 · 
1898 · 
1899 · 
1900 · 
1901 · 
1902 · 
1903 · 
1904 · 
1905 · 
1906 · 
1907 · 
1908 · 
1909 · 
1910 · 
1911 · 
1912 · 
1913 · 
1914 · 
1915 · 
1916 · 
1917 · 
1918 · 
1919 · 
1920 · 
1921 · 
1922 · 
1923 · 
1924 · 
1925 · 
1926 · 
1927 · 
1928 · 
1929 · 
1930 · 
1931 · 
1932 · 
1933 · 
1934 · 
1935 · 
1936 · 
1937 · 
1938 · 
1939 · 
1940 · 
1941 · 
1942 · 
1943 · 
1944 · 
1945 · 
1946 · 
1947 · 
1948 · 
1949 · 
1950 · 
1951 · 
1952 · 
1953 · 
1954 · 
1955 · 
1956 · 
1957 · 
1958 · 
1959 · 
1960 · 
1961 · 
1962 · 
1963 · 
1964 · 
1965 · 
1966 · 
1967 · 
1968 · 
1969 · 
1970 · 
1971 · 
1972 · 
1973 · 
1974 · 
1975 · 
1976 · 
1977 · 
1978 · 
1979 · 
1980 · 
1981 · 
1982 · 
1983 · 
1984 · 
1985 · 
1986 · 
1987 · 
1988 · 
1989 · 
1990 · 
1991 · 
1992 · 
1993 · 
1994 · 
1995 · 
1996 · 
1997 · 
1998 · 
1999 · 
2000 · 
2001 · 
2002 · 
2003 · 
2004 · 
2005 · 
2006 · 
2007 · 
2008 · 
2009 · 
2010 · 
2011 ·
2012 · 
2013 ·
2014 ·
2015 ·
2016 ·
2017 ·
2018 ·
2019 ·
2020 · 
2021 · 
2022 · 
2023 · 
2024 · 
2025